# نیو راکفرد (داکوتای شمالی)
نیو راکفرد(به انگلیسی: New Rockford) شهری در ایالت داکوتای شمالی کشور ایالات متحده آمریکا است که جمعیت آن در سرشماری سال ۲۰۱۰ میلادی، ۱٬۳۹۱ نفر بوده‌است.